# Ami Suzuki

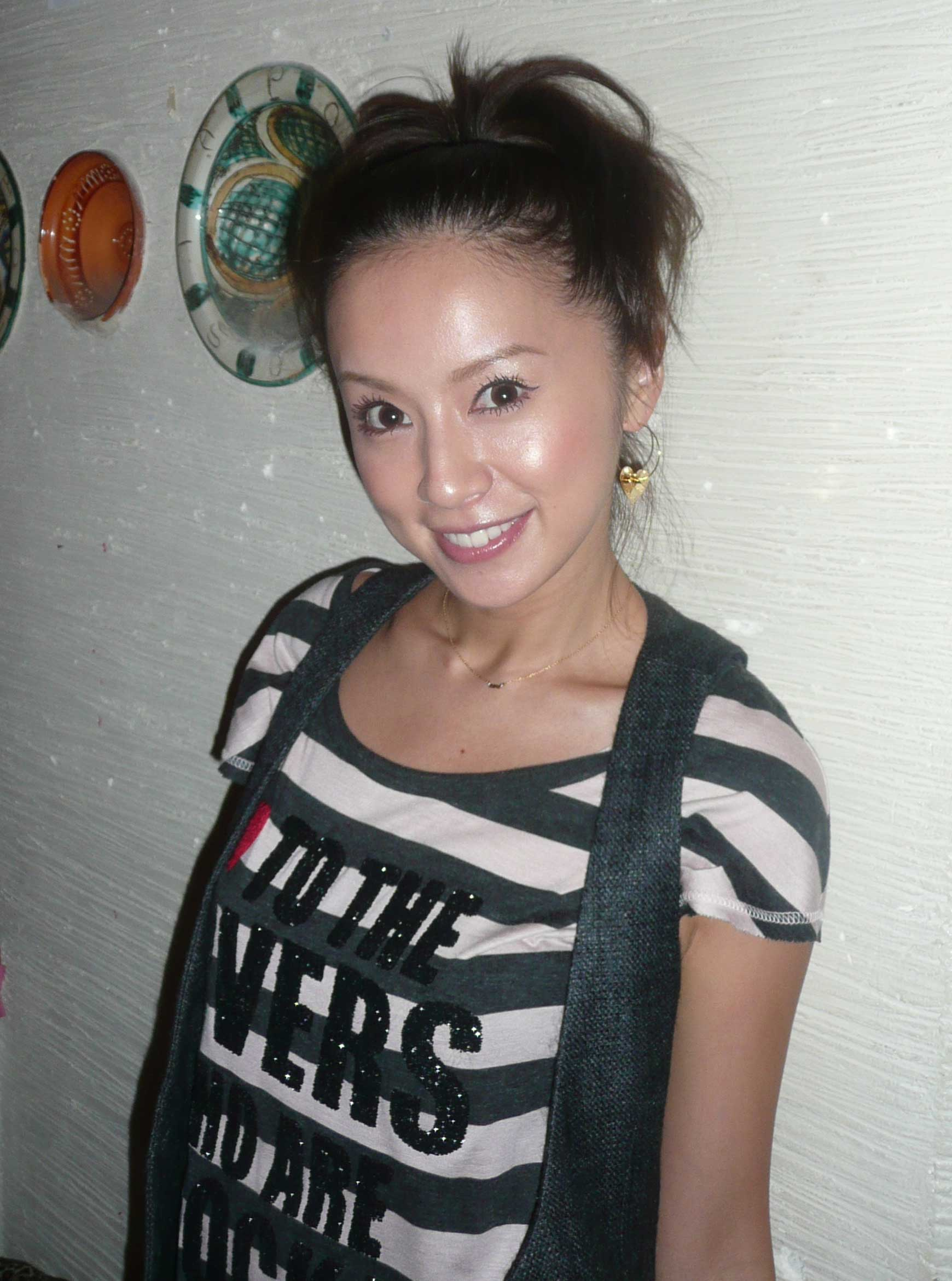
Ami Suzuki (2008)

Ami Suzuki (jap. 鈴木 あみ, Suzuki Ami; * 9. Februar 1982 in Zama) ist eine japanische Popsängerin, Songschreiberin, Tänzerin und Schauspielerin.

## Werdegang
Nachdem sie von Sony Music Entertainment Japan unter Vertrag genommen worden war, war sie eine der erfolgreichsten Sängerinnen Ende der 1990er. Nach einem Rechtsstreit im Jahre 2000 verlor sie zunehmend an Erfolg und bekam erst 2005 bei Avex Trax erneut einen Schallplattenvertrag. Sie hat bisher über 9.000.000 Tonträger allein in Japan verkauft, allerdings ist sie aktuell nicht mehr eine der populärsten Sängerinnen in Japan.
Im Jahre 2008 versuchte sie unter Avex Trax, sich mit einem neuen, sinnlich-erotischen Image zu etablieren. Mit Elektropop-Produzent Yasutaka Nakata, bekannt als Sound Producer für die Girlgroup Perfume und durch seine eigene Musikeinheit capsule, veröffentlichte sie das Album Supreme Show, was jedoch nicht zu dem erhofften Comeback führte.
Am 1. Juli 2023 erschien mit I Just Feel Good ihre erste neue Single nach über zehn Jahren. Als Sound Producer und Texter zeichnet der japanische Produzent und EDM-DJ TeddyLoid verantwortlich.

## Diskografie

### Alben
| Jahr | Titel                                | Höchstplatzierung, Gesamtwochen, AuszeichnungChartsChartplatzierungen (Jahr, Titel, Platzierungen, Wochen, Auszeichnungen, Anmerkungen) | Anmerkungen                                                    |
| Jahr | Titel                                | JP | Anmerkungen                                                    |
| ---- | ------------------------------------ | --- | -------------------------------------------------------------- |
| 1999 | SA                                   | JP1 ×2Doppeldiamant · (33 Wo.)JP | Erstveröffentlichung: 25. März 1999 Verkäufe JP: + 1.879.430   |
| 1999 | Be Together                          | JP— ×2DoppelplatinJP | Erstveröffentlichung: 25. August 1999 Verkäufe JP: + 870.000   |
| 2000 | Infinity Eighteen Vol. 1             | JP1 ×3Dreifachplatin · (14 Wo.)JP | Erstveröffentlichung: 9. Februar 2000 Verkäufe JP: + 1.062.990 |
| 2000 | Infinity Eighteen Vol. 2             | JP2 Platin · (8 Wo.)JP | Erstveröffentlichung: 26. April 2000 Verkäufe JP: + 427.150    |
| 2001 | Fun for Fan                          | JP1 Platin · (8 Wo.)JP | Erstveröffentlichung: 30. Mai 2001 Verkäufe JP: + 379.290      |
| 2005 | Around the World                     | JP5 (7 Wo.)JP | Erstveröffentlichung: 12. Oktober 2005 Verkäufe JP: + 62.022   |
| 2006 | Amix World                           | JP83 (2 Wo.)JP | Erstveröffentlichung: 29. März 2006 Verkäufe JP: + 3.567       |
| 2007 | Connetta                             | JP26 (3 Wo.)JP | Erstveröffentlichung: 21. März 2007 Verkäufe JP: + 11.505      |
| 2008 | Dolce                                | JP26 (4 Wo.)JP | Erstveröffentlichung: 6. Februar 2008 Verkäufe JP: + 10.835    |
| 2008 | Supreme Show                         | JP16 (4 Wo.)JP | Erstveröffentlichung: 12. November 2008 Verkäufe JP: + 13.094  |
| 2011 | Ami Selection                        | JP43 (2 Wo.)JP | Erstveröffentlichung: 7. Dezember 2011 Verkäufe JP: + 3.127    |
| 2013 | Snow Ring                            | JP78 (2 Wo.)JP | Erstveröffentlichung: 6. Februar 2013 Verkäufe JP: + 1.881     |
| 2023 | 2SA: Ami Suzuki 25th Anniversary Box | — | Erstveröffentlichung: 20. Dezember 2023                        |

### Singles
| Jahr | Titel Album                                               | Höchstplatzierung, Gesamtwochen, AuszeichnungChartsChartplatzierungen (Jahr, Titel, Album, Platzierungen, Wochen, Auszeichnungen, Anmerkungen) | Anmerkungen                                                                       |
| Jahr | Titel Album                                               | JP | Anmerkungen                                                                       |
| ---- | --------------------------------------------------------- | --- | --------------------------------------------------------------------------------- |
| 1998 | Love the Island SA                                        | JP5 Gold · (22 Wo.)JP | Erstveröffentlichung: 1. Juli 1998 Verkäufe JP: + 287.870                         |
| 1998 | Alone in My Room SA                                       | JP3 Gold · (21 Wo.)JP | Erstveröffentlichung: 17. September 1998 Verkäufe JP: + 352.760                   |
| 1998 | All Night Long SA                                         | JP2 Platin · (16 Wo.)JP | Erstveröffentlichung: 5. November 1998 Verkäufe JP: + 396.240                     |
| 1998 | White Key SA                                              | JP2 Platin · (13 Wo.)JP | Erstveröffentlichung: 16. Dezember 1998 Verkäufe JP: + 502.830                    |
| 1999 | Nothing Without You SA                                    | JP3 Platin · (8 Wo.)JP | Erstveröffentlichung: 17. Februar 1999 Verkäufe JP: + 411.090                     |
| 1999 | Don’t Leave Me Behind / Silent Stream SA                  | JP3 Platin · (5 Wo.)JP | Erstveröffentlichung: 17. März 1999 Verkäufe JP: + 273.460                        |
| 1999 | Be Together Infinity Eighteen Vol. 1                      | JP1 (17 Wo.)JP | Erstveröffentlichung: 14. Juli 1999 Verkäufe JP: + 869.860                        |
| 1999 | Our Days Infinity Eighteen Vol. 1                         | JP1 Platin · (12 Wo.)JP | Erstveröffentlichung: 29. September 1999 Verkäufe JP: + 467.250                   |
| 1999 | Happy New Millenium Infinity Eighteen Vol. 1              | JP2 Gold · (5 Wo.)JP | Erstveröffentlichung: 22. Dezember 1999 Verkäufe JP: + 363.640                    |
| 2000 | Don’t Need to Say Good Bye Infinity Eighteen Vol. 1       | JP5 Platin · (7 Wo.)JP | Erstveröffentlichung: 26. Januar 2000 Verkäufe JP: + 345.640                      |
| 2000 | Thank You 4 Every Day Every Body Infinity Eighteen Vol. 2 | JP1 (6 Wo.)JP | Erstveröffentlichung: 12. April 2000 Verkäufe JP: + 234.480                       |
| 2000 | Reality / Dancin’ in Hip-Hop Fun for Fan                  | JP3 Gold · (6 Wo.)JP | Erstveröffentlichung: 27. September 2000 Verkäufe JP: + 210.530                   |
| 2004 | Forever Love –                                            | JP21 (6 Wo.)JP | Erstveröffentlichung: 11. August 2004 Verkäufe JP: + 17.308                       |
| 2005 | Delightful Around the World                               | JP3 (12 Wo.)JP | Erstveröffentlichung: 24. März 2005 Verkäufe JP: + 97.218                         |
| 2005 | Eventful Around the World                                 | JP9 (5 Wo.)JP | Erstveröffentlichung: 25. Mai 2005 Verkäufe JP: + 36.660                          |
| 2005 | Negaigoto (ねがいごと) Around the World                   | JP13 (6 Wo.)JP | Erstveröffentlichung: 17. August 2005 Verkäufe JP: + 22.096                       |
| 2005 | Around the World                                          | JP19 (3 Wo.)JP | Erstveröffentlichung: 12. Oktober 2005 Verkäufe JP: + 7.482; auf 10.000 limitiert |
| 2005 | Little Crystal Connetta                                   | JP22 (5 Wo.)JP | Erstveröffentlichung: 7. Dezember 2005 Verkäufe JP: + 16.115                      |
| 2006 | Fantastic Connetta                                        | JP14 (5 Wo.)JP | Erstveröffentlichung: 8. Februar 2006 Verkäufe JP: + 20.213                       |
| 2006 | Alright! Connetta                                         | JP17 (5 Wo.)JP | Erstveröffentlichung: 17. Mai 2006 Verkäufe JP: + 16.200                          |
| 2006 | Like a Love? Connetta                                     | JP23 (4 Wo.)JP | Erstveröffentlichung: 26. Juli 2006 Verkäufe JP: + 12.980                         |
| 2007 | O.K. Funky God Connetta                                   | JP47 (2 Wo.)JP | Erstveröffentlichung: 28. Februar 2007 Verkäufe JP: + 3.699                       |
| 2007 | Peace Otodoke!! Peace (お届け!!♥) Connetta                | JP46 (2 Wo.)JP | Erstveröffentlichung: 7. März 2007 Verkäufe JP: + 3.614                           |
| 2007 | Sore mo Kitto Shiawase (それもきっとしあわせ) Connetta    | JP39 (3 Wo.)JP | Erstveröffentlichung: 14. März 2007 Verkäufe JP: + 3.856                          |
| 2007 | Free Free / Super Music Maker Dolce                       | JP32 (4 Wo.)JP | Erstveröffentlichung: 22. August 2007 Verkäufe JP: + 8.946                        |
| 2007 | Potential Breakup Song Dolce                              | JP34 (3 Wo.)JP | Erstveröffentlichung: 28. November 2007 Verkäufe JP: + 5.956                      |
| 2008 | One Supreme Show                                          | JP17 (4 Wo.)JP | Erstveröffentlichung: 2. Juli 2008 Verkäufe JP: + 7.899                           |
| 2008 | Can’t Stop the Disco Supreme Show                         | JP17 (4 Wo.)JP | Erstveröffentlichung: 24. September 2008 Verkäufe JP: + 6.357                     |
| 2009 | Reincarnation Ami Selection                               | JP42 (2 Wo.)JP | Erstveröffentlichung: 25. Februar 2009 Verkäufe JP: + 3.193                       |
| 2009 | Kiss Kiss Kiss / Aishiteru... Ami Selection               | JP28 (2 Wo.)JP | Erstveröffentlichung: 28. Oktober 2009 Verkäufe JP: + 2.949                       |

### Videoalben
| Jahr | Titel                                             | Höchstplatzierung, Gesamtwochen, AuszeichnungChartsChartplatzierungen (Jahr, Titel, Platzierungen, Wochen, Auszeichnungen, Anmerkungen) | Anmerkungen                             |
| Jahr | Titel                                             | JP | Anmerkungen                             |
| ---- | ------------------------------------------------- | --- | --------------------------------------- |
| 2000 | Amigo’s Parlor Shake Shake Shake                  | JP2 (5 Wo.)JP | Erstveröffentlichung: 1. November 2000  |
| 2000 | Ami-Go-Round Tour                                 | JP11 (5 Wo.)JP | Erstveröffentlichung: 23. Dezember 2000 |
| 2001 | Video Clips Fun for Fan                           | JP6 (4 Wo.)JP | Erstveröffentlichung: 1. Juli 2001      |
| 2004 | 2004 Summer Fly High: Ami Shower                  | — | Erstveröffentlichung: 17. November 2004 |
| 2006 | Suzuki Ami Around the World: Live House Tour 2005 | JP16 (3 Wo.)JP | Erstveröffentlichung: 8. Februar 2006   |
| 2008 | Join Clips                                        | JP41 (2 Wo.)JP | Erstveröffentlichung: 6. Februar 2008   |